# RPG-6
L'RPG-6 (Ruchnaya Protivotankovaya Granata) fu una bomba a mano anticarro sovietica utilizzata dall'Armata Rossa durante la seconda guerra mondiale.

## Storia
L'arma venne progettata nel 1943 come miglioramento dell'RPG-43, superati i test l'arma entrò in servizio lo stesso anno e venne ampiamente utilizzata nei combattimenti, non solo per il suo potere perforante, ma anche come arma antiuomo per il suo effetto di frammentazione quando esplodeva.
Terminato il conflitto gli esemplari rimasti vennero ceduti ai paesi del blocco orientale o ad altri alleati dell'Unione Sovietica, l'arma venne utilizzata anche nellaguerra Arabo-Israeliana, nella guerra dei sei giorni e nella guerra del Kippur.

## Descrizione
L'ordigno era costituito da una manico cilindrico che conteneva il meccanismo del percussore che tramite un meccanismo di sicurezza non veniva attivato e un corpo che conteneva circa 562 grammi di tritolo dotato di una miccia a percussione, inoltre al corpo erano collegati 4 nastri di stoffa che garantivano stabilità durante il lancio; sia il corpo che il manico erano fatti di lamiera e colorati di grigio, sul corpo potevano essere presenti etichette o marchi.
L'RPG-6 aveva un raggio di frammentazione di 20 metri dal punto di detonazione e per questo si dimostrò utile sia contro fanteria sia contro i carri armati, l'arma raggiungeva prestazioni ottimali quando era caricata con una testata anticarro ad alto potenziale esplosivo (HEAT).
La granata una volta armata doveva essere lanciata con forza contro il bersaglio ed una volta colpito, veniva attivato il meccanismo che dava il via all'immediata deflagrazione dell'ordigno.

## Utilizzatori[1]
Albania
 Algeria
 Arabia Saudita
 Bulgaria
 Cecoslovacchia
 Egitto
 Germania dell'Est
 Iraq
 Israele
 Giordania
 Libia
 Marocco
 Polonia
 Romania
 Sudan
 Tunisia
 Unione Sovietica
 Yemen